# Landtagswahlkreis Mannheim II
Der Wahlkreis Mannheim II (Wahlkreis 36) ist ein Landtagswahlkreis in Baden-Württemberg.
Bei der Wahl zum baden-württembergischen Landtag 2021 waren 104.559 Einwohner wahlberechtigt. Der Wahlkreis hat seinen heutigen Zuschnitt seit 1992. Er umfasst die Mannheimer Stadtbezirke südlich des Neckars Friedrichsfeld, Innenstadt/Jungbusch, Lindenhof, Neckarau, Neuostheim/Neuhermsheim, Rheinau, Schwetzingerstadt/Oststadt und Seckenheim sowie Feudenheim nördlich des Neckars. Bei allen Wahlen bis 2011 hatte die CDU den größten Stimmenanteil.
Zur Landtagswahl 1992 wurde der Stadtkreis Mannheim in zwei statt bisher drei Wahlkreise aufgeteilt. Der bisherige Wahlkreis 37, Mannheim III, und der größte Teil des bisherigen Wahlkreises 35, Mannheim I, wurden dabei im Wesentlichen zum neuen Wahlkreis 36, Mannheim II, zusammengefasst.

## Wahl 2021
Die Landtagswahl 2021 hatte folgendes Ergebnis:
| Direktkandidat      | Partei       | Stimmen in % | Landtagswahl 2016 Stimmen in % |
| ------------------- | ------------ | ------------ | ------------------------------ |
| Elke Zimmer         | GRÜNE        | 35,9         | 31,4                           |
| Alfried Wieczorek   | CDU          | 16,7         | 20,9                           |
| Boris Weirauch      | SPD          | 15,9         | 16,8                           |
| Florian Kußmann     | FDP          | 9,3          | 8,4                            |
| Heinrich Koch       | AfD          | 7,9          | 14,4                           |
| Isabell Fuhrmann    | LINKE        | 5,5          | 4,5                            |
| Christiane Fuchs    | Freie Wähler | 2,4          | –                              |
| Lea Schöllkopf      | Die PARTEI   | 1,8          | 1,3                            |
| Holger Krahn        | KlimalisteBW | 1,5          | –                              |
| Lukas Siering       | Volt         | 1,4          | –                              |
| Nikolai Graf-Rüssel | dieBasis     | 0,8          | –                              |
| Tobias Romberg      | WiR2020      | 0,5          | –                              |
| Uwe Olschenka       | ödp          | 0,3          | 0,6                            |
| –                   | Sonstige     | –            | 1,7                            |

## Wahl 2016
| Direktkandidat     | Partei     | Stimmen in % | Landtagswahl 2011 Stimmen in % |
| ------------------ | ---------- | ------------ | ------------------------------ |
| Wolfgang Raufelder | GRÜNE      | 31,4         | 29,6                           |
| Carsten Südmersen  | CDU        | 20,9         | 28,4                           |
| Boris Weirauch     | SPD        | 16,8         | 27,9                           |
| Florian Kußmann    | FDP        | 8,4          | 5,2                            |
| Hilke Hochheiden   | LINKE      | 4,5          | 3,8                            |
| Hubert Neumann     | REP        | 0,2          | 0,8                            |
| Gerhard Bühler     | ödp        | 0,6          | 0,5                            |
| Christian Skobjin  | Die PARTEI | 1,3          | 0,2                            |
| Heinrich Koch      | ALFA       | 1,5          | -                              |
| Robert Schmidt     | AfD        | 14,4         | -                              |
| –                  | Sonstige   | –            | 3,8                            |

Der Gewinner des Wahlkreises, Wolfgang Raufelder, verstarb im Herbst 2016. Für ihn rückte Elke Zimmer nach.

## Wahl 2011
Die CDU, die bis dahin immer den Wahlkreis gewonnen hatte, stellte ihren Abgeordneten Klaus Dieter Reichardt nicht mehr auf, sondern nominierte ihren Kreisvorsitzenden Claudius Kranz. Die meisten Stimmen bei der Wahl erhielt der Kandidat von Bündnis 90/Die Grünen Wolfgang Raufelder, womit der Wahlkreis erstmals an die Grünen ging. Zugleich war er einer von neun Wahlkreisen in Baden-Württemberg, in denen der Kandidat der Grünen sich durchsetzen konnte, nachdem bei keiner Landtagswahl zuvor die Grünen in einem Wahlkreis die Mehrheit der Stimmen erhalten hatten. Die Vertreterin des bisherigen Zweitmandats Helen Heberer (SPD) schaffte mit ihrem Stimmenanteil den Wiedereinzug in den Landtag. Im Vergleich zu 2006 steigerte sich die Wahlbeteiligung im Wahlkreis deutlich (+13,5 %), lag aber unter dem Landesdurchschnitt.
Bei der Landtagswahl 2011 gab es folgendes Ergebnis:
| Direktkandidat     | Partei   | Stimmen in % | Landtagswahl 2006 Stimmen in % | Landtagswahl 2001 Stimmen in % |
| ------------------ | -------- | ------------ | ------------------------------ | ------------------------------ |
| Wolfgang Raufelder | GRÜNE    | 29,6         | 14,6                           | 09,0                           |
| Claudius Kranz     | CDU      | 28,4         | 38,6                           | 40,7                           |
| Helen Heberer      | SPD      | 27,9         | 29,4                           | 40,1                           |
| Florian Kußmann    | FDP      | 05,2         | 08,2                           | 05,2                           |
| Jutta Graf-Baier   | LINKE    | 03,8         | WASG: 4,8                      | –                              |
| Lisa Hofmann       | PIRATEN  | 02,5         | –                              | –                              |
| Silvio Waldheim    | NPD      | 01,0         | –                              | –                              |
| Fredy Halbroth     | REP      | 00,8         | 02,2                           | 03,5                           |
| Ludger Fest        | ödp      | 00,5         | –                              | 00,2                           |
| Sezer Özyayla      | BIG      | 00,2         | –                              | –                              |
| Peter Berens       | RSB      | 00,1         | 00,1                           | –                              |
| –                  | Sonstige | –            | 01,8                           | 01,3                           |

## Abgeordnete seit 1992
Seit 1992 vertraten folgende Abgeordnete den Wahlkreis Mannheim II:
| Partei | Art des Mandats | Abgeordnete |
| ------ | --------------- | --- |
| CDU    | Erstmandat      | Gerhard Bloemecke 1992, 1996 Klaus Dieter Reichardt 2001, 2006, Mandat niedergelegt am 1. März 2011 Rebekka Schmitt-Illert nachgerückt im März 2011 |
| GRÜNE  | Erstmandat      | Wolfgang Raufelder 2011, 2016, verstorben am 28. November 2016 Elke Zimmer nachgerückt am 12. Dezember 2016, 2021                                   |
| SPD    | Zweitmandat     | Rolf Seltenreich 1992, 1996, 2001 Helen Heberer 2006, 2011 Boris Weirauch 2016, 2021                                                                |